# Dolní Libochová
Dolní Libochová (deutsch Unter Libochau) ist eine Gemeinde in Tschechien. Sie liegt 14 Kilometer nordöstlich von Velké Meziříčí und gehört zum Okres Žďár nad Sázavou.

## Geographie
Dolní Libochová befindet sich in der zur Böhmisch-Mährischen Höhe gehörigen Křižanovská vrchovina (Krischanauer Bergland) in der Talmulde des Baches Libochovka an der Einmündung des Cejpek. Der Ort liegt am Ufer des Dolnolibochovský rybník (Großer Libochauer Teich), westlich des Dorfes befindet sich der Velký Navrátil (Kleiner Libochauer Teich). Nördlich erhebt sich die Libochová (529 m), im Süden der Křiblík (582 m) und südwestlich der Vinohrádek (560 m). Im Norden erstreckt sich das Waldgebiet Černý les.
Nachbarorte sind Radkovičky, Jemnice, Kouty und Strážek im Norden, Nový Dvůr und Krčma im Nordosten, Meziboří und Borky im Osten, Vratislávka und Radňoves im Südosten, Nová Ves im Süden, Bojanov im Südwesten, Horní Libochová im Westen sowie Radkov im Nordwesten.

## Geschichte
Die erste urkundliche Erwähnung des Dorfes erfolgte im Jahre 1350, als
Jan d. Ä. von Meziříčís Witwe Perchta den Ort ihrer Tochter Kateřina von Osové überließ. Jan d. J. von Meziříčí erwarb die Güter 1366 zurück und schlug sie seiner Herrschaft Křižanov zu. Zu Zeiten Georg von Podiebrads erhielt Jan von Pernstein die Herrschaften Bystřice und Křižanov. Zum Ende des 15. Jahrhunderts wurde der Große Libochauer Teich angelegt. 1560 kaufte Zdenko Lhotský von Ptení das Dorf und schloss es an die Herrschaft Moravec an. Im Ort bestand ein Erbgericht, das im Jahre 1600 an Jan Rychtář verkauft wurde. In Libochov befanden sich ein herrschaftlicher Hof sowie eine Mühle und eine Brettsäge. 1845 entstand ein Schulhaus.
Nach der Aufhebung der Patrimonialherrschaften bildete Libochov ab 1850 eine Gemeinde im Bezirk Neustadtl. Seit dem Ende des 19. Jahrhunderts wird der Ort als Dolní Libochová bezeichnet. 1950 wurde Dolní Libochová dem Okres Bystřice nad Pernštejnem und mit Beginn des Jahres 1961 dem Okres Žďár nad Sázavou zugeordnet. Zwischen 1961 und 1992 gehörte Bojanov als Ortsteil zu Dolní Libochová, danach wurde der Ort nach Křižanov umgemeindet.

## Ortsgliederung
Für die Gemeinde Dolní Libochová sind keine Ortsteile ausgewiesen.

## Sehenswürdigkeiten
- Gewölbebrücke aus Bruchstein, am Teichüberlauf, errichtet im 19. Jahrhundert
- Kapelle der Jungfrau Maria und Marmorkreuz aus dem Jahre 1882
- Glockenturm aus dem 18. Jahrhundert

## Söhne und Töchter der Gemeinde
- Ladislav Vondruška (1860–1938), Lehrer, Musiker und Gründer des Museums in Bystřice nad Pernštejnem